# Jan Teodor Wisłocki
Jan Teodor Wisłocki herbu Sas (ur. ok. 1740, zm. po 1800) – miecznik żydaczowski, szambelan królewski, członek Stanów Galicyjskich.
Syn Kiliana Wisłockiego, piszącego się z Kulczyc, stolnika trembowelskiego, kasztelana lubaczowskiego i słońskiego i jego pierwszej żony Ludwiki Bąkowskiej herbu Gryf.
Był szambelanem królewskim Stanisława Augusta Poniatowskiego, 20 marca 1764 występuje jako miecznik żydaczowski.
Legitymował się w 1782 w Lwowskim Sądzie Ziemskim i od tego roku był członkiem Stanów Galicyjskich.
Był kawalerem orderu Św. Stanisława. Odziedziczył po ojcu milionowy majątek, na który składały się m.in. dobra: klucz Nowosielecki w pow. latyczowskim, Michałpole, Ustrzyca z przyległościami, Dembowice, Wisłowice, Antoniówka w cyrkule zamojskim oraz Hubińszczyzna, Dobrzany i Putiatycze w cyrkule przemyskim.

## Potomstwo
Ożenił się 1.v. z Zofią Heleną Klarą Mrozowicką, córką Adama, starosty stęgwilskiego i regimentarza wojsk koronnych oraz Ewy Franciszki Puzynianki, pisarzówny wielkiej litewskiej, 2.v z Ewą Siemińską herbu Lewart, córką Wojciecha, starosty dębowieckiego i referendarza koronnego oraz Franciszki Borzęckiej herbu Półkozic, podkomorzanki przemyskiej, 3.v z Marią Antoniną hr. Tarnowską herbu Leliwa, córką Jana Amora, kasztelana łęczyckiego i generała majora wojsk koronnych oraz Tekli Grabiankówny herbu Leszczyc.
Pozostawił synów: Wawrzyńca, chorążego latyczowskiego i Jana, prezesa sądu granicznego latyczowskiego oraz córki: Zofię, żonę Franciszka Ksawerego Kosseckiego herbu Rawicz, generała dywizji, ministra i dyrektora głównego Komisji Sprawiedliwości, Cecylię, żonę Teodora Kaszowskiego herbu Janina, chorążego dubieńskiego i marszałka włodzimierskiego oraz Paulinę, żonę Jana Amora Baptysty hr. Tarnowskiego herbu Leliwa, dziedzica Pustego Iwania i Smordwy.